# Důl Julius Fučík
Důl Julius Fučík byl důl ostravsko-karvinského revíru, který vznikl v roce 1953 přejmenováním dvou petřvaldských dolů: dolu Pokrok (závod 1) a dolu Hedvika (závod 2)

## Rozloha dolu
Dobývací prostor dolu se rozkládal v Petřvaldské dílčí pánvi na katastrálních územích Ostrava-Radvanice, Petřvald, Orlová-Poruba a Šenov.

## Velkodůl Julius Fučík
Dne 1. února 1953 byl důl přejmenován na Velkodůl Julius Fučík. Přejmenování bylo spojeno se schůzí, které se zúčastnily komunističtí funkcionáři v čele s Josefem Teslou. Pojem velkodůl byl poplatný době stalinismu a později se v souvislosti s dolem Julius Fučík nepoužíval, přestože jeho rozloha dalším slučováním vzrostla. 
Hedvika a Pokrok byly před znárodněním součástí Báňské a hutní akciové společností a měly velmi úzké vztahy. V roce 1945 byly spojeny lanovou dráhou, která přepravovala uhlí do třídírny na Pokroku.
O blízkém vztahu lidí ze sousedních šachet svědčí i název fotbalového klubu HEPO. (HEdvika POkrok) Petřvald, který hrál již několik let před sloučením dolů.

## Další vývoj
- Slučování dolů ostravsko-karvinského revíru pokračovalo, a tak byl v roce 1961 připojen důl Ludvík.
- V roce 1970 byl připojen k dolu Julius Fučik n.p. v Petřvaldě důl Československý pionýr, n.p. v Orlové [7]
- V roce 1982 začala ražba překopu (spojovací chodby) z Pokroku na Žofii pomocí nemechanizovaného razicího děleného štítu (NRDŠ 456). Horské tlaky štít zdeformovaly. Bylo rozhodnuto, že štít zůstane trvalou výztuží překopu. Tisíce metrů byly proraženy ručně do roku 1985. Deformace však pokračovaly a bylo nutné pomocí ručních pneumatických kladiv a autogenních hořáků štít odstranit a překop rozšířit. Pro nedostatek financí bylo odstraňování štítu na čtyři měsíce přerušeno, ale poté pokračovalo i po roce 1990.[8]
- Od 1. ledna 1989 došlo ke sloučení závodu Fučík 1 a závodu Fučík 3
- Po roce 1989 nastal útlum těžby.
- Těžba skončila v březnu 1998.[9][10]

|         | 1951    | 1952                     | 1953                | 1955                    | 1961                | 1963       | 1967       | 1970  | 1973    | 1975  |
| ------- | ------- | ------------------------ | ------------------- | ----------------------- | ------------------- | ---------- | ---------- | ----- | ------- | ----- |
| Pokrok  | Pokrok  | Pokrok                   | Fučík (od 1. ledna) | Fučík                   | Fučík               | Fučík      | Fučík      | Fučík | Fučík   | Fučík |
| Hedvika | Hedvika | Hedvika                  | Fučík (od 1. ledna) | Fučík                   | Fučík               | Fučík      | Fučík      | Fučík | Hedvika | ---   |
| Ludvík  | Ludvík  | Ludvík                   | Ludvík              | Ludvík                  | Fučík (od 1. dubna) | Fučík      | Fučík      | Fučík | Fučík   | Fučík |
| Žofie   | Žofie   | Žofie                    | Žofie               | Žofie                   | Žofie               | Čs.pionýr  | Čs.pionýr  | Fučík | Fučík   | Fučík |
| Václav  | Václav  | Václav                   | Václav              | Čs.pionýr (od 1. ledna) | Čs.pionýr           | Čs.pionýr  | ---        | ---   | ---     | ---   |
| Evžen   | Evžen   | Čs. pionýr (od 13. září) | Čs. pionýr          | Čs. pionýr              | Čs. pionýr          | Čs. pionýr | Čs. pionýr | Fučík | ---     | ---   |

## Názvy závodů dolu Julius Fučík
- závod 1, krátce Fučík 1 (Pokrok)
- závod 2, krátce Fučík 2 (Hedvika)
- závod 3, krátce Fučík 3 (Ludvík)
- závod 4, krátce Fučík 4 (Úpravny)
- závod 5, krátce Fučík 5 (Žofie)